# Prijskaartactie

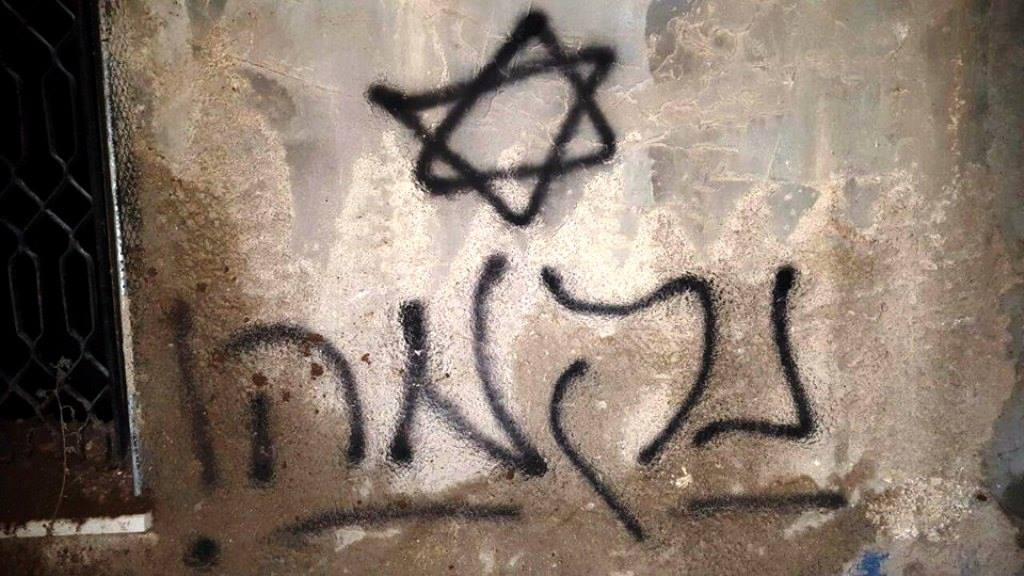
Graffiti op het in brand gestoken huis in Duma, een zogenoemde prijskaart met 'Wraak' in het Hebreeuws, 31 juli 2015

Prijskaartactie (Hebreeuws: מדיניות תג מחיר) is een term waarmee extremistische en nationalistische, religieus zionistische jongeren, - Joodse kolonisten uit Israëlische nederzettingen op de bezette Westelijke Jordaanoever van Palestina -, hun vandalisme en geweld aanduiden. Deze acties hebben ten doel om bij de stichting en uitbreiding van Israëlische nederzettingen elke tegenwerking te wreken of te vergelden, en om te voorkomen dat nederzettingen (gedwongen) worden ontruimd door een vredesovereenkomst tussen Israël en de Palestijnen.
De aanvallen zijn gericht op Palestijnen, Bedoeïenen, christenen, Israëlische activisten en Arabische Israëliërs.

## Achtergrond
In 1998 had de Israëlische minister van Defensie Ariel Sharon via de media Israëlische kolonisten uit de nederzettingen aangespoord om de heuveltoppen (Hilltops) op de Westelijke Jordaanoever in bezit te nemen voordat er een overeenkomst met de Palestijnen zou worden bereikt over het gebied waar ze een eigen land hoopten op te bouwen. (Zie: Oslo-akkoorden 1993-1994.)
Radicale jongeren van de kahanistische groep Hilltop Youth (Noar haGvaot) leven met de ideologie dat de Palestijnen het "Heilige Land" roven en daaruit verdreven moeten worden. Ze stichten buitenposten (outposts) op de heuveltoppen bij de nederzettingen van waaruit ze Palestijnen intimideren met wapens en door vernieling en beroving van hun bezittingen, vaak onder het toeziend oog van militairen van het Israëlisch defensieleger(IDF).
In 2006 vond er een hevige confrontatie met deze fundamentalistische jongeren plaats bij de aanzegging tot ontruiming van de buitenpost Amona.

## Betekenis
De term 'Prijskaart' verwijst naar de bekladding die deze vandalen bij hun wraak- en vergeldingsacties achterlaten op vernielde objecten of objecten in de nabijheid ervan, het zogenaamde 'taggen', met leuzen in het Hebreeuws zoals "wraak", "Arabieren eruit" en/of geïllustreerd met de davidster.
Bij een evacuatie in 2008 in Hebron werd voor het eerst de prijskaart-tactiek ingezet, gebaseerd op het idee dat welke terugtrekking dan ook uit de Westelijke Jordaanoever een duidelijke prijs met zich meebrengt voor de Israëlische beleidsmakers.
Deze acties worden ook omschreven als een "tactiek", "strategie", "doctrine", "campagne" en/of "principe", georganiseerd en uitgevoerd door groepen jongeren.

## Doelwit
De vergeldingsacties zijn niet alleen gericht tegen de Palestijnse gemeenschap, maar ook tegen christenen, linkse Joodse Israëliërs en Arabische Israëliërs. Steeds vaker keren ze zich ook tegen militairen van het (IDF) en de Israëlische politie.

## Ontwikkelingen

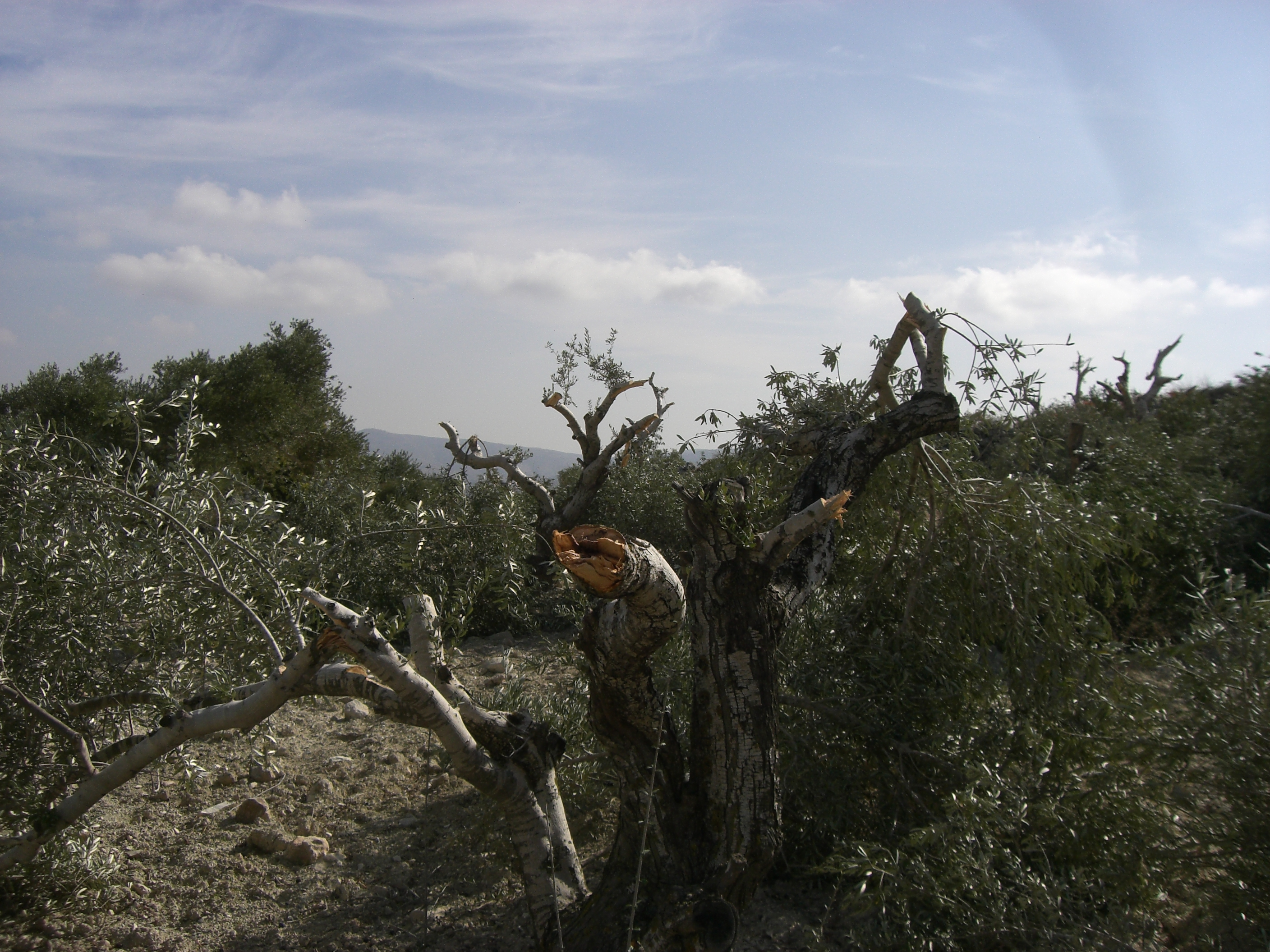
Een groep van 25 kolonisten van de nederzetting Yitzhar hakten 97 olijfbomen om in Burin (ten zuiden van Nablus), op 12 november 2009.

De aanvallen schijnen steeds vaker het werk te zijn van individuen, en niet zozeer meer georganiseerd vanuit groepen kolonisten, zoals bij de oorspronkelijke prijskaartaanvallen het geval was, waarbij Palestijnse huizen werden vernield of Israëlische militairen aangevallen om de ontruiming van buitenposten of huizen in de nederzettingen te vergelden.
In mei 2014 zei de Israëlische Veiligheidsdienst Shin Bet dat de door haat gedreven misdadige acties in de omgeving van Nablus het werk was van ongeveer 100 individuen die voor het grootste deel van de nederzetting Yitzhar en buitenposten op heuveltoppen (Heuveltopjeugd) komen, geïnspireerd door de ideeën van rabbijn Yitzchak Ginsburg. Zij plegen vandalisme en gebruiken geweld tegen moslims en christenen en hun bezittingen, tegen heilige plaatsen van de islam, en tegen links-politieke organisaties die kritisch staan tegenover de overwegend religieuze kolonisten; ook Israëlische militairen en veiligheidsdiensten worden daarbij aangevallen. De acties omvatten aanvallen, brandstichting, vernielingen van moskeeën, kerken, huizen van Palestijnen en hun bezittingen, Israëlische legerbases en -voertuigen.
In juli 2015 kwamen in Duma (Westelijke Jordaanoever) door brandstichting drie mensen van één familie om het leven, waaronder een kind van 18 maanden. De daders waren, zich 'The Revolt' noemende, Joods-extremistische jongeren uit nabijgelegen buitenposten. De hoofdverdachte was Meir Ettinger, de kleinzoon van rabbijn Meir Kahane. Op 24 december van dat jaar werd een video in beslag genomen waarop te zien was hoe radicale orthodox-joodse jongeren op een bruiloftsreceptie in Jeruzalem dansten met geweren, messen en een brandbom en daarbij de foto van de omgekomen baby uit Duma doorstaken.
Na een periode van relatieve rust leidde in februari 2017 de uiteindelijke ontruiming van de (illegale) buitenpost Amona tot een sterke toename van prijskaartaanvallen. Na hevige protesten werd enkele maanden later een nieuwe Israëlische nederzetting voor hen gebouwd. Tegelijkertijd stak het gewelddadige terrorisme weer de kop op door de samenwerking van de radicale Yitzhar-kolonisten met groepen tieners uit verschillende buitenposten. Shin Bet waarschuwde dat een 'tweede Duma' slechts een kwestie van tijd zou zijn.
In april 2018 laaide het aantal anti-Arabische prijskaartaanvallen op de Westelijke Jordaanoever weer in hevige mate op. Een moskee werd in brand gestoken, olijfbomen werden vernield en ontworteld, auto's vernield en banden lek gestoken, en leuzen als 'strijd tegen de vijand' op muren gespoten. Na dertien gevallen van vandalisme werd één jongen door de Israëlische veiligheidsdienst gearresteerd. In mei en juni 2018 werden bij Halhul, Hebron en omgeving honderden bomen en wijnranken vernield en ontworteld.
De Israëlische krant Haaretz meldde begin 2019 dat in 2018 het aantal politiek ingegeven misdaden door Joods-Israëlische terroristen tegen Palestijnen was verdrievoudigd. Het geweld bestond uit verven van anti-Arabische of anti-islamitische leuzen, afranselen, stenen gooien, vernielingen aan huizen en auto's, en kappen van bomen van Palestijnse boeren. Het aantal Heuveltopjongeren was rond de 300. Het geweld vond meest plaats in het gebied tussen Ramallah (rond de geëvacueerde buitenpost van Amona) en Nablus, bij en vanuit de nederzetting Yitzhar en de buitenpost Kum Ori. Bij leiders van de nederzettingen en de plaatselijke politici was een veranderende, verzachtende houding waarneembaar ten aanzien van het geweld door deze terroristen tegen Palestijnen.
Gedurende 2019 was anti-Palestijns price-tagterrorisme door rechts-extremistische kolonistenjongeren in de Palestijnse dorpen een normale gang van zaken en vond op grotere schaal plaats over de gehele Westelijke Jordaanoever; verharding ervan nam toe. Hun houding tegenover militairen werd ook agressiever. In de tweede helft van dat jaar waren er 256 zaken gemeld. Er vonden nauwelijks arrestaties plaats en de meeste aanklachten in die zaken werden opzijgelegd.
In 2020 nam het vandalisme, misdaden uit haat (hate-crimes) en price-tags jegens Palestijnen toe. Van maart tot mei werden 44 aanvallen gemeld. 
In de jaren 2018-2020 vonden er ten minste tien vandalistische acties plaats in kerken en moskeeën
In maart 2021 werd in de Israëlisch-Arabische stad Kafr Qasim racistische graffiti toegebracht met leuzen als 'Verdrijf of dood'. De banden van meer dan dertig auto's werden lek geprikt. De burgemeester noemde het een terroristische actie.
In januari 2023 werden in een paar dagen zo'n 35 gevallen van nationalistische misdaden tegen Palestijnen opgetekend, de meeste in de regio ten noorden van Jeruzalem. In geen van de gevallen vond er een arrestatie plaats.

## Film
- Thou Shalt Not Kill: Israel’s Hilltop Youth, [44]